# Песни вместо писем
«Пе́сни вме́сто пи́сем» — совместный альбом (сплит) Аллы Пугачёвой и западногерманского вокалиста Удо Линденберга. Десятый студийный альбом в дискографии Пугачёвой. Был издан в СССР в 1988 году. Официальная презентация прошла 18 июля 1988 года в Центральном Доме грампластинок в Москве. Первая сторона пластинки (дорожки 1—5) записана Удо Линденбергом на английском языке; вторая (дорожки 6—9) — Аллой Пугачёвой.

## История создания
В период 1970—1980-х годов происходила нормализация отношений между ГДР и Западным Берлином, на которые сильно влияла политика СССР. Эти события также нашли отражение в тесном сотрудничестве советских и немецких деятелей искусства. Поскольку популярная музыка также создавала внутриобщественные настроения, Пугачёва и Линденберг некоторое время сотрудничали как музыканты.

### Совместные концерты

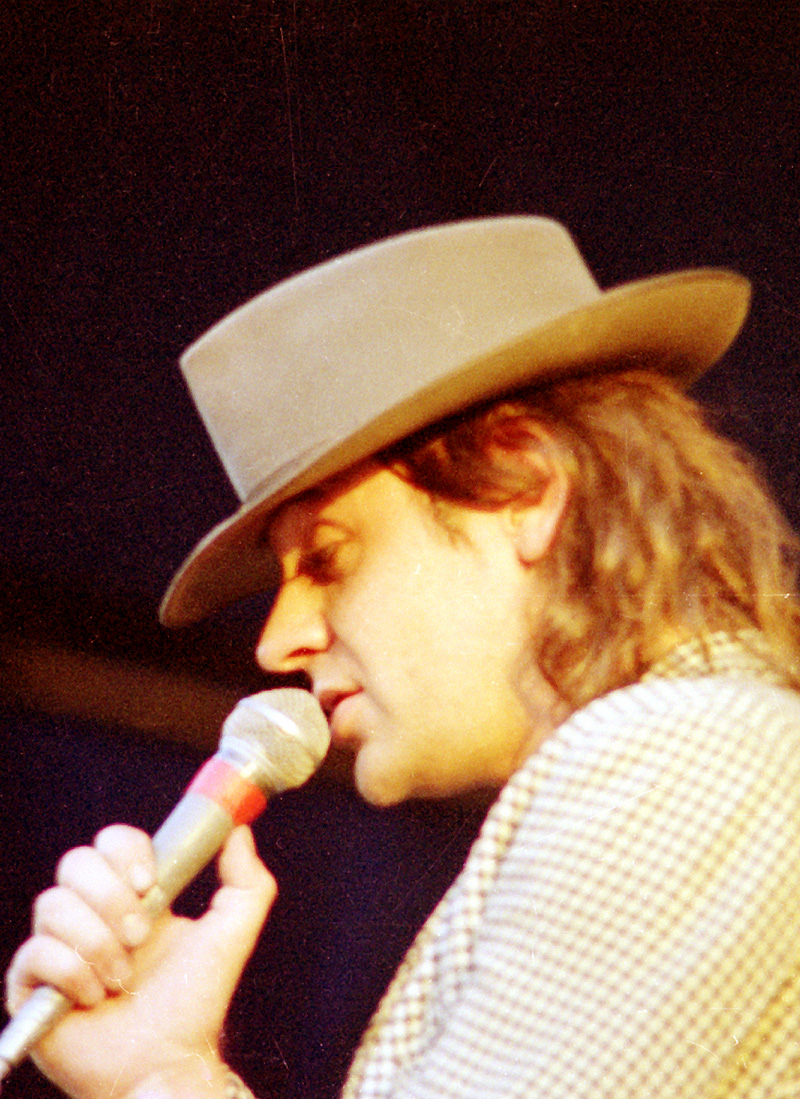
Удо Линденберг (1987)

Творческое сотрудничество Пугачёвой с немецким композитором и исполнителем Удо Линденбергом началось после совместных концертов в 1985 году на XII Всемирном фестивале молодёжи и студентов в Москве и успешно продолжилось в 1986—1988 годах. Совместно с Удо Линденбергом в 1986—1987 годах Алла Пугачёва дала ряд концертов в городах ФРГ и Швейцарии, а также приняла участие в различных фестивалях и прочих мероприятиях, а именно: в антивоенном митинге-манифестации в Хассельбахе, ФРГ (1986), в фестивале рока в Винтертуре, Швейцария (1987), на празднике прессы и концерте «Рок за безъядерный мир» в Дуйсбурге, ФРГ (1987), в Марше мира памяти Улофа Пальме в Мюнхене, ФРГ (1987), и других, а также приняла участие в популярной телепрограмме «ZDF Hitparade» на западногерманском телевидении (1987).

## Концепция альбома
Первая сторона пластинки (дорожки 1—5) записана Удо Линденбергом на английском языке (в куплетах первой песни «Horizon» («Горизонт») можно услышать бэк-вокал Пугачёвой); вторая (дорожки 6—9) — Аллой Пугачёвой. Альбом представляет собой нечто вроде диалога между исполнителями. На передней обложке напечатано обращение Линденберга, озвученное в начале стороны 1: «Привет, Алла! Что случилось? Я звонил, но телефон твой молчит. А писем ты не пишешь. Вот эти песни — мои письма к тебе. Если можешь, ответь», на обратной — ответ Пугачёвой, озвученный в начале стороны 2: «Привет, Удо, это я. Слышу тебя и слушаю твои песни. Телефон мой, извини, в очередной раз изменился, как и многое другое в моей жизни. Будем считать, что эти песни, которые ты сейчас услышишь, — это ответ на твои письма. Письма, которые преодолевают границы, границы, существующие веками». Также начальные буквы имён исполнителей, задействованные в оформлении обложки, составляют междометие «Ау!», символизирующее перекличку художников.

## Продвижение
18 июля 1988 года состоялась презентация совместного диска Пугачёвой и Линденберга «Песни вместо писем».

### Видеоклипы
На два сингла с альбома были сняты видеоклипы. Студийный телевариант песни «Птица певчая» Алла Пугачёва представила в шведско-советской телепередаче «Утренняя почта» в гостях у «Лестницы Якоба», показанной в мае 1988 года в Швеции и в июне в СССР. А за месяц до этого эфира в передаче «Утренняя почта» в центре моды «Люкс» был показан видеоклип этой песни. Видео на песню «Алло» появилось в июле 1987 года. Данный видеоклип тоже был снят для «Утренней почты» и представлял собой монтаж фрагментов, взятых из исполнения этой песни в программе «Лестница Якоба» в гостях у «Утренней почты» и нескольких эпизодов, снятых специально в телепавильоне с ведущим программы Сергеем Шустицким..

### Молодёжный периодПугачёвой
Альбом входит в так называемый Молодёжный период творчества Пугачёвой, который связан с Владимиром Кузьминым. Он был солистом Театра песни Аллы Пугачевой «Рецитал», впервые вышел с ней в финал фестиваля «Песня года» в 1986 года, в феврале 1987 года с ней же выступил на фестивале итальянской песни в Сан-Ремо. До этого же был известен только интересующимся рок-музыкой. Для альбома «Песни вместо писем» Кузьмин написал песню «Птица певчая», а также в его аранжировке там звучит песня «Алло» (музыка Аллы Пугачёвой, стихи Игоря Николаева).
В сотрудничестве с Кузьминым Пугачёва резко изменила свой имидж, музыкальный стиль, который стал тяготеть к рок-звучанию.

## Список композиций
| №  | Название                                          | Текст песни | Музыка        | Длительность |
| -- | ------------------------------------------------- | ----------- | ------------- | ------------ |
| 1. | «Горизонт» (Horizon)                              | М. Тэтчер   | У. Линденберг | 4:00         |
| 2. | «Джонни-боксёр» (Johnny Boxer)                    | М. Тэтчер   | У. Линденберг | 4:14         |
| 3. | «Я не знаю» (I don’t know who I should belong to) | М. Тэтчер   | У. Линденберг | 4:00         |
| 4. | «Скажи нет» (Say no)                              | М. Тэтчер   | У. Линденберг | 4:59         |
| 5. | «Романс» (Sachliche romanze)                      | М. Тэтчер   | У. Линденберг | 2:33         |

| №  | Название              | Текст песни | Музыка      | Длительность |
| -- | --------------------- | ----------- | ----------- | ------------ |
| 1. | «Алло»                | И. Николаев | А. Пугачёва | 4:17         |
| 2. | «Сбереги тебя судьба» | Л. Дербенёв | О. Веснина  | 5:09         |
| 3. | «Птица певчая»        | В. Кузьмин  | В. Кузьмин  | 4:15         |
| 4. | «В родном краю»       | А. Пугачёва | А. Пугачёва | 5:05         |

## Участники записи
- Звукорежиссёры А. Кальянов, Ю. Богданов.
- Редактор Ю. Потеенко.
- Художник М. Соколова.
- Фото В. Плотникова, Дж. Рейкета

Совместное производство фирм «Мелодия» и «Deutsche Grammophon GmbH», Hamburg. Записи 1987, 1988 гг.